# 商用航空

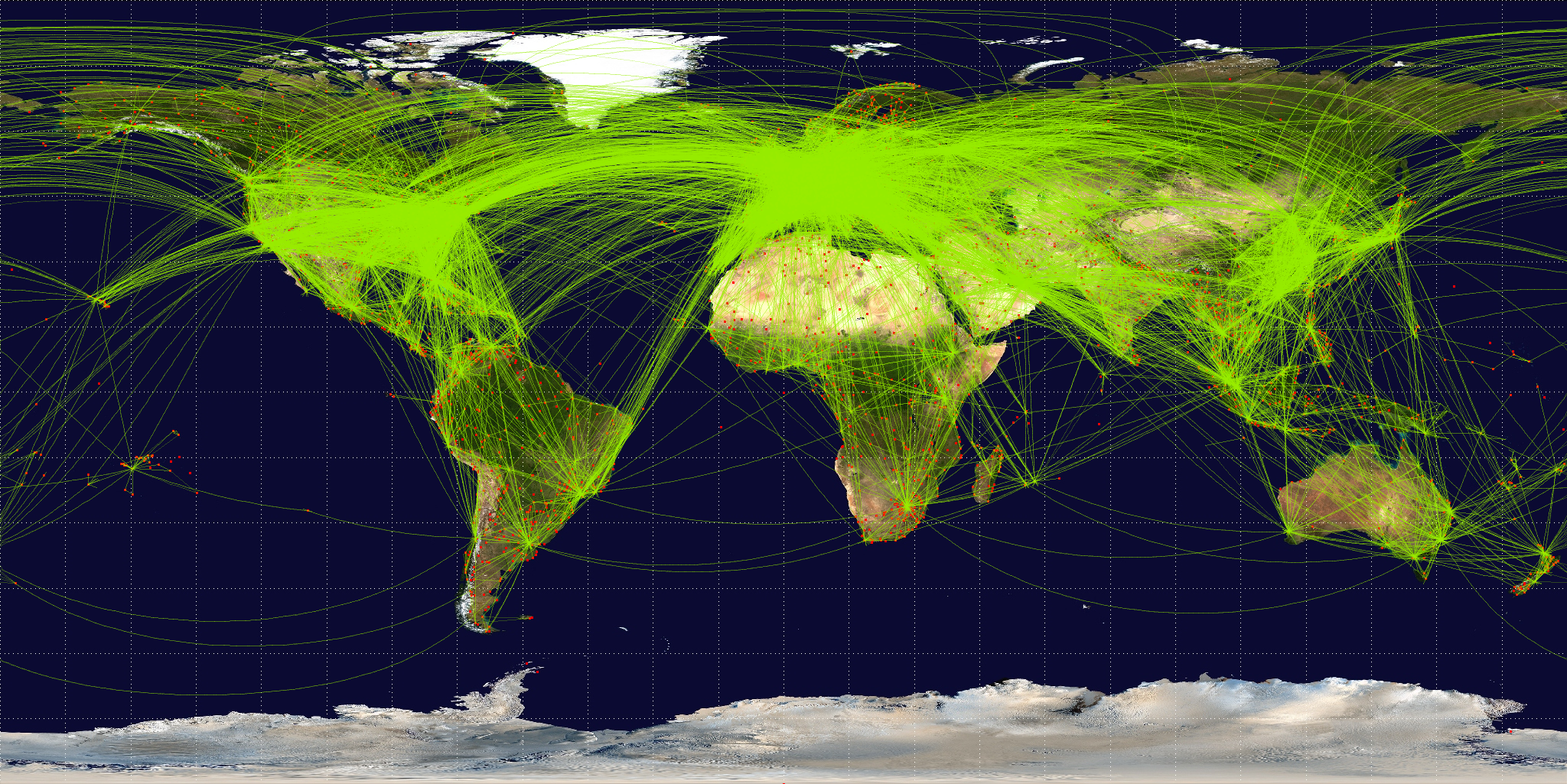
2009年時点の商用定期便ネットワーク

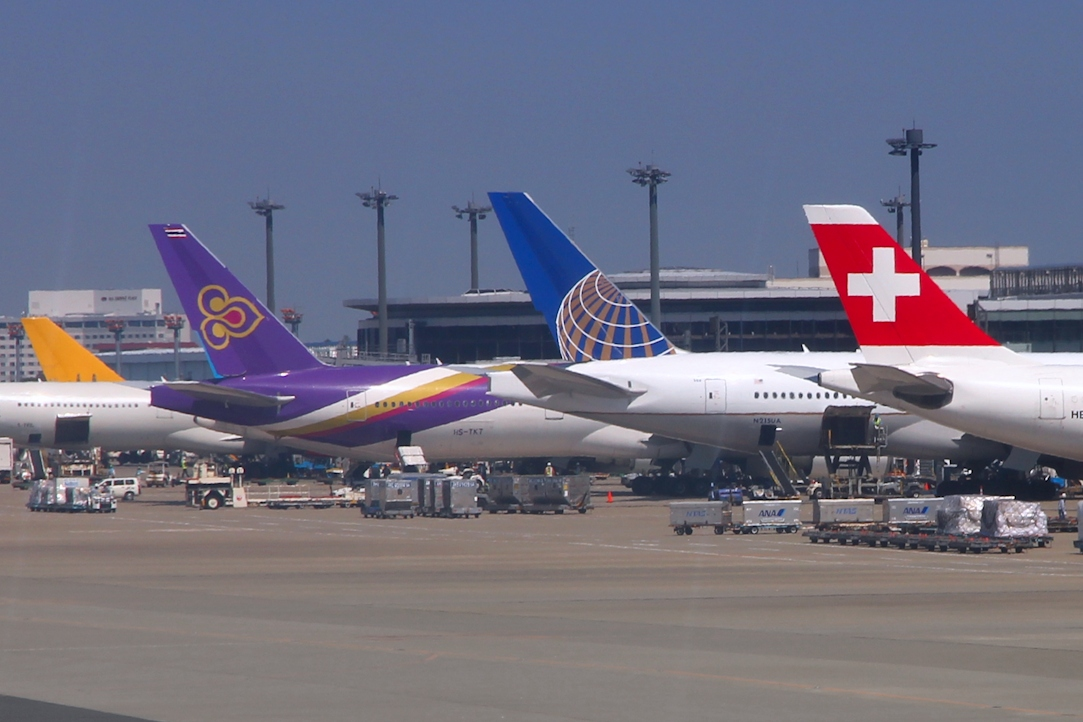
様々な商用機が駐機する成田国際空港

商用航空（しょうようこうくう、英語: Commercial aviation）とは、民間航空（ゼネラル・アビエーションと定期航空サービスの両方）の一分野であり、旅客や貨物を輸送するために航空機を運航することを伴う。

## 歴史

### 起源
アメリカ合衆国では、1926年の航空通商法制定により、基準・ファシリテーション化・助成が確立され、商用航空が組織だてられた。商務省内に航空課が設立され、ウィリアム・P・マクラッケン・ジュニアが局長に就任した。彼は商用航空を促進するために、"空港がないコミュニティーは、エアメールが届かないコミュニティーになる"と各町の指導者たちに訴えかけた。

彼は1929年にCollier's誌への寄稿で、1927年初頭にハーバート・ダーグが南米で推進したことを引用して、「商用航空はヒーロー崇拝に触発され、ヒーローの上に築かれた最初の産業である」と言及している。 大西洋横断飛行の後、チャールズ・リンドバーグはグッゲンハイム航空振興財団の費用で48州のツアーを行った。民間航空の歴史はこの時から始まった。
その後数週間、日曜日の道路は渋滞していた。最初のエアホップを購入するために、セントルイスのリンドバーグの母港であるランバート飛行場に人々は挙って自動車で移動しようとしたのである。
航空局は、民間パイロットの免許証・耐空証明書の発行、航空事故の調査を担当していた。

### 戦後の航空機

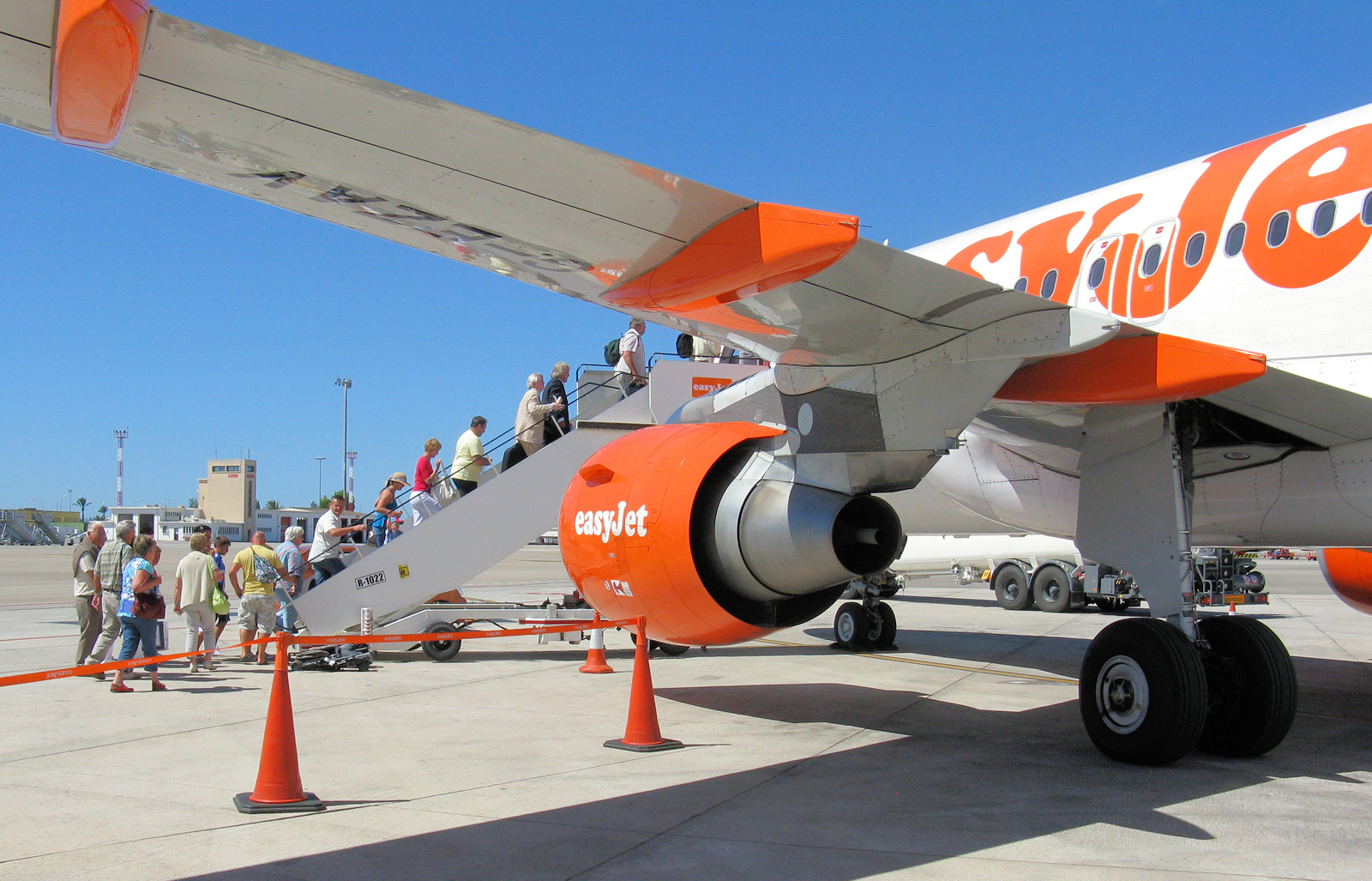
イージージェットのエアバスA320に搭乗する人々 (2010、パルマ・デ・マヨルカ空港)

第二次世界大戦後、民間航空は急速に成長し、人や貨物の輸送にはほとんど旧軍用機が使用された。B-29やアブロ ランカスターのような重爆撃機の設計でえられた経験は、大型商用機の設計にも生かされた。DC-3の登場が、より手軽で長距離の商業飛行を可能にした。最初に飛行した民間ジェット旅客機は、イギリスのデハビランド・コメットであった。1952年までに、イギリスの国営航空会社BOACは定期便にコメットを導入した。技術的に画期的な成果ではあったが、この飛行機は、窓の形状によって生じた金属疲労による胴回りのひび割れがもたらした重大事故に悩まされ、事業としては失敗であった。

## 企業の社会的責任
ダウ・ジョーンズ・サステナビリティ・インデックスに掲載された航空会社は、デルタ航空とLATAM航空のみである。LATAMは、世界で唯一、企業の持続可能性評価において、効率性・信頼性・気候戦略の3つの項目で100％のスコアを獲得した航空会社である。

## 内部リンク
- 旅客機
- 直行便
- 国内線